# Henry Murray (lekkoatleta)
Henry St. Aubyn Murray (ur. 14 stycznia 1886 w Christchurch, zm. 12 kwietnia 1943 w Whangarei) – australazyjski i nowozelandzki lekkoatleta, płotkarz, architekt i żołnierz.

## Lata młodości
Był synem Henry′ego i Eileen Gertrude.

## Kariera sportowa
W latach 1905–1910 zostawał mistrzem Nowej Zelandii w biegu na 440 jardów (402,336 m) przez płotki. W 1908 w tej samej konkurencji zdobył tytuł mistrza Australazji. Wynik uzyskany podczas tych zawodów (58,4) był do 1927 rekordem Nowej Zelandii. W tym samym roku wystartował też na igrzyskach olimpijskich, na których był jednym z trzech Nowozelandczyków w reprezentacji Australazji oraz chorążym australazyjskiej kadry. Na igrzyskach wystartował na 110 m ppł i 400 m ppł. Na krótszym dystansie odpadł w eliminacjach, zajmując 2. miejsce w swoim biegu eliminacyjnym z czasem 16,3 s (13. wynik spośród zawodników ze wszystkich serii). Na dłuższym dystansie także odpadł w eliminacjach, plasując się na 2. pozycji w swoim biegu eliminacyjnym z czasem 59,8 s.

### Rekordy życiowe
- Bieg na 110 metrów przez płotki – 16,3 (1908)
- Bieg na 400 metrów przez płotki – 58,1y (1908)

## Kariera architekta
Po zakończeniu kariery Murray został architektem. Zaprojektował m.in. kościół pw. imienia świętego w Ashburton oraz wiele innych świątyń należących do parafii w Christchurch, a także pływalnię w Christchurch.

## Kariera wojskowa
Był inżynierem Australian Imperial Force podczas pierwszej wojny światowej. Był też porucznikiem (lieutenant) w 11th Australian Field Company. Za odwagę został odznaczony Krzyżem Wojskowym. Podczas drugiej wojny światowej służył w Royal New Zealand Air Force i osiągnął rangę porucznika lotnictwa (flying officer).

## Życie prywatne
5 kwietnia 1916 wziął ślub z Ismene Nolą Simms.

## Śmierć
Zmarł 12 kwietnia 1943. Bezpośrednią przyczyną śmierci był wypadek drogowy, który miał miejsce podczas treningu.